# Політтехнолог
Політтехнолог (скорочено від  Політичний технолог (від дав.-гр. πολιτική «політична діяльність», дав.-гр. τέχνη — мистецтво, майстерність, уміння; і λόγος — думка, причина): — на теренах колишнього СРСР, в першу чергу в сучасній Росії[джерело?] — це «спеціаліст в галузі практичного застосування політичних технологій».
У правових країнах Заходу, в Європі — це маніпулятор суспільною свідомістю з метою політичної індоктринації населення шляхом підміни понять.

## Питання визначення
Назва «політтехнолог» — в країнах з розвиненою правовою та громадянською системою не вважаються академічними фахом, на відміну від наприклад таких фахів як політологія, соціологія, дослідження масової думки або медіазнавство. Для аналогічної (до «політтехнології»), але легальної діяльності як правило використовуються інші назви: політичний консультант, радник, фахівець або менеджер виборчої кампанії, медіазнавець, тощо.
Різновид «політичних технологій», методи та прийоми, які часто використовуються в Росії, в демократичних країнах законом заборонені.
В Російській Федерації політичні технології набули поширення в середині 1990-х років і особливо великого поширення після захоплення влади в країні спецслужбами в 1999 році та впровадження так званої «суверенної демократії». В російському політикумі та в російських ЗМІ почали масово використовуватися наступні методи:
- незаконна реклама;
- вкид дезінформації в масових ЗМІ, поширення пліток та створення міфологем;
- незаконні методи на кшталт «25-го кадру» на телебаченні;
- публікація компрометуючих матеріалів («компромат») про політичних опонентів;
- «витік» службової інформації, наприклад таємниці слідства;
- підбурення політичних конкурентів між собою та погрози життю для подальшої «розводки» третіми особами;
- підкуп електорату виборців;
- «карусельне голосування»;
- використання «адміністративного ресурсу»;
- організація масово підкуплених «демонстрантів», тітушки»;
- фальсифікація результатів голосування, підробка бюлетнів та інші.

На теренах України масова інтервенція політтехногій стала помітною під час спроби Путіна і Медведчука зробити президентом України Януковича 2004 року, що закінчилася Помаранчевою революцією.
Наступне президентство (2010—2014) Януковича та влади його Партії регіонів також характеризувалося масовим використанням «політичних технологій». Неефективність або недостатня результативність їх запровадження на теренах України призвела до прямого використання збройного насильства проти суспільства і населення власної країни та наступної збройної інтервенції з боку Росії.

## Характеристики
- Володимир Буковський, російський політик і політолог: |  | «чекістські ідеологи та політсантехніки»,... «кремлівські політсантехники» |

- Ігор Яковенко, російський політик і публіцист:|  | Вони ведуть свій рід від жерців давнини, які вміли маніпулювати людьми і народами, від софістів, що володіли мистецтвом доводити, що чорне це біле, але своїм духовним батьком і верховним авторитетом вони вважають Нікколо Макіавеллі, якому приписують таємну майстерність управління державою, незалежно від моральних засад. Вони себе вважають професіоналами, але весь їхній професіоналізм полягає лише в безмежному цинізмі, з яким вони готові давати свої завжди даремні, а частіше просто шкідливі, але дуже високооплачувані консультації учасникам політичних конфліктів, які перебувають по обидва боки цих конфліктів. Вони легко змінюють імена і обличчя, сьогодні називаючись політтехнологами, політконсультантами, піарниками, завтра він вже політолог, або джіарщік, або взагалі журналіст. |

- Віталій Щигельський, журналіст, оглядач «Радіо Свобода»:|  | Політичні технологи-шевці. У відкритих горизонтальних (демократичних) системах, де люди рівні, їм нікому чистити чоботи, а значить, доведеться шукати іншу роботу. |

- Лариса Бельцер-Лисюткина, культуролог та історик, науковець Інституту порівняльної політології РАН, потім професор Вільного університету Берліна: |  | У всіх західних мовах слово «політтехнолог» не вживається, так як воно означає інструментальний, маніпулятивний підхід до мови з метою політичної індоктринації населення шляхом підміни понять. «Політтехнолог» - це доктор Геббельс. На пострадянському просторі люди анітрохи не вагаючись говорять про себе: «Я політтехнолог», - що призводить до збентеження їх західних співрозмовників. Більш того, в деяких гуманітарних навчальних закладах в Росії відкрито діють кафедри політтехнологій, що видають своїм випускникам відповідні дипломи. |